# Metilcrotonil carbossilasi
La metilcrotonil-CoA carbossilasi è un enzima, appartenente alla tipologia delle carbossilasi, che catalizza una tappa del metabolismo dell'amminoacido essenziale leucina.
Nel meccanismo di reazione si forma il complesso CO2-biotina-enzima, impiegato nel trasferimento del gruppo carbossilico al substrato metil-crotonato.